# とんでもナイト
『とんでもナイト』は、小坂理絵による漫画作品。

## 概要
『なかよし』（講談社）において、1996年6月号から1997年8月号まで連載された。また、『なかよし』1997年8月号増刊『なつやすみランド』にて、カンナの両親の出会いを描いた番外編「28 YEARS AGO」が掲載された。全14話、番外編1話。単行本全3巻。
現代の日本を舞台に、人間の女子高生とロボットの恋を描いた少女漫画。恋愛要素も取り入れつつ、作者得意のコメディーも満載の一作。
単行本は絶版になっていたが、2011年12月からJコミで全編無料公開される事となった。

## あらすじ
屋敷カンナはごく普通の高校生。年頃の女の子らしく、フツーの恋に憧れている。
しかし、カンナの父親・ムサシは「超」がつくほどの過保護。ある日、カンナが恋をしたと知ったムサシは、変な虫をつけさせないように、とボディーガードロボット・小次郎を作ってしまう。
カンナの大反対をよそに、彼女の従兄弟として学校にも通い、(不自然ながらも)ムサシのプログラム通りカンナを守る小次郎。はじめは非常に嫌がり、小次郎を毛嫌いするカンナだったが、段々と小次郎に惹かれていく。また、小次郎も、カンナと触れ合うことで、あるはずのない“感情”が芽生え始め……。

## 登場人物
屋敷 カンナ（やしき - ）
本作の主人公。ごく普通の女子高校生。かなり気が強く、意地っ張り。過保護すぎる父親にうんざりしている。
小次郎（こじろう）
ムサシによって作られたヒューマノイド。正式名称は「パパ守って7号」で、名前の通り7体目にしてようやく成功した。勉強、運動、全ての面において、まさに人間離れなほど万能だが、感情も痛覚も作られていない。
見た目はかなりの2枚目で、昔のムサシがモデル。
屋敷 ムサシ（やしき - ）
カンナの父親。妻亡き後、男手一つでカンナを育ててきたため、非常に過保護。優秀なロボット工学博士。
シズエ
屋敷家のお手伝いさん。
田之倉圭介（たのくら けいすけ）
ムサシに弟子入りしようと屋敷家にやってきた科学少年。
ゴロちゃん
圭介が作成したロボット。試作品56号であるため、登場時は56号と呼ばれていた。カンナの「数字で呼ぶのあんまり好きじゃない」という意見を受けてゴロちゃんと命名される。

## サブタイトル
とんでもナイト(1) – 1997年2月6日発売 ISBN 4-06-178854-X
- Vol.1 小次郎誕生
- Vol.2 ボディガードつき初デート
- Vol.3 祭りの夜の出来事
- Vol.4 バック・トゥ・ザ・非日常

とんでもナイト(2) – 1997年7月4日発売 ISBN 4-06-178866-3
- Vol.5 少年と試作品
- Vol.6 小次郎が一番好きなのは?
- Vol.7 カンナのそばにいるだけで
- Vol.8 恋敵現る（しかもダブル）
- Vol.9 激闘! アドベンチャーゲーム
- Vol.10 戦い済んで日が暮れて

とんでもナイト(3) – 1997年11月6日発売 ISBN 4-06-178876-0
- 最後の願い編 第1回 Vol.11 はじめての別生活
- 最後の願い編 第2回 Vol.12 密会 in 遊園地
- 最後の願い編 第3回 Vol.13 帰らないカンナ
- 最後の願い編 第4回 Vol.14 未来派でいこう
- 番外編 28 YEARS AGO